# Jevgenij Maskinskov
Jevgenij Ivanovitj Maskinskov (ryska: Евгений Ивановиич Маскинсков), född 19 december 1930, död 25 januari 1985, var en sovjetisk friidrottare.
Maskinskov blev olympisk silvermedaljör på 50 kilometer gång vid sommarspelen 1956 i Melbourne.